# Аникст, Дмитрий Абрамович
Дми́трий Абра́мович А́никст (12 сентября 1927, Тарасовка (Московская область)—28 августа 2008, Королёв) — советский геодезист, изобретатель в области геодезии и картографии.

## Биография
В 1941—1963 годах проживал в Свердловске. Окончил фабрично-заводское училище, Уральский политехнический институт. Работал на Свердловском оптико-механическом заводе.
В дальнейшем — ведущий конструктор московского Центральный научно-исследовательский институт геодезии, аэросъёмки и картографии. Известен как разработчик серии высокоточных советских теодолитов (в том числе астрономического теодолита ТА-05 для прицеливания космических аппаратов).
Автор 5 монографий, в том числе «Высокоточные теодолиты» (1978), «Оптические системы геодезических приборов» (1981), «Высокоточные угловые измерения» (1987).
Похоронен в Королёве на «Болшевском кладбище».

## Семья
Отец — А. М. Аникст, мать — О. Г. Аникст.
Брат — литературовед, доктор искусствоведения А. А. Аникст (1910—1988).
Дядя — писатель и редактор С. Г. Сибиряков.